# Hello Baby
Hello Baby – dziewąty album studyjny polskiego rapera Tego Typa Mesa. Wydawnictwo ukazało się 19 listopada 2021 roku nakładem wytwórni muzycznej Alkopoligamia.com.

## Lista utworów
Opracowano na podstawie materiału źródłowego.
1. Masz 1 nowe zaproszenie
2. Joga
3. Foliage (gościnnie. Koza)
4. Only in Warsaw
5. Ślepy los (gościnnie. Emil Blef)
6. Idealny raper
7. Oj, czy zna?
8. Hello Baby
9. Vienna
10. Krew z krwi
11. Kręci się
12. Momma’s boy (gościnnie. Berson)
13. Z boku na bok (gościnnie. Kękę)
14. Akuku
15. Prokreacyjne pierdolenie (gościnnie. Legendarny Afrojax)
16. My way (gościnnie. Dizkret, Gedz)
17. Bye, bye